# Marakwet (district)
Marakwet is een voormalig Keniaans district in de voormalige provincie Bonde la Ufa. Het district telde 140.629 inwoners (1999) en had een bevolkingsdichtheid van 89 inw/km². Ongeveer 1,8% van de bevolking leeft onder de armoedegrens en ongeveer 43,0% van de huishoudens heeft beschikking over elektriciteit.
Hoofdplaats is Kapsowar.

## Geboren
- William Mutwol (10 oktober 1967), atleet
- Moses Kiptanui (1 oktober 1970), atleet
- Daniel Komen (17 mei 1976), atleet
- Evans Rutto (8 april 1978), atleet
- Moses Mosop (7 juli 1985), atleet
- Sammy Kitwara (26 november 1986), atleet
- Timothy Kitum (20 november 1994), atleet